# Волк Великих Равнин
Волк Великих Равнин, или Бизоний волк (Canis lupus nubilus) — подвид волка обыкновенного, эндемик Северной Америки.
Когда-то ареал этого подвида охватывал поперёк запад США и юг Канады. Однако к 30-м годам XX века этот подвид был почти полностью уничтожен. В 1974 году он был внесён в список вымирающих животных, и с тех пор численность волка Великих Равнин увеличивалась. В 2004 году популяция насчитывала 3700 особей, живущих в штатах Миннесота, Мичиган и Висконсин. Об отдельных волках сообщили в Дакоте и даже на юге в Небраске, но как предполагают, это особи, отбившиеся от своих стай.
Этот подвид стал сторониться людей, вторгающихся на их территорию.

## Внешний вид
Типичный волк Великих Равнин достигает в длину 140—200 см от морды до кончика хвоста и весит между 27 и 50 кг. Окраска шкуры — смесь серого, чёрного, тёмно-жёлтого и красного цветов.